# Yoshitoshi ABe
Yoshitoshi Abe (安倍吉俊?), nacido el 3 de agosto de 1971, es un artista gráfico japonés que se ha destacado mayormente en la producción de trabajos artísticos para manga y anime. Se graduó de la Universidad Nacional de Bellas Artes y Música de Tokio.

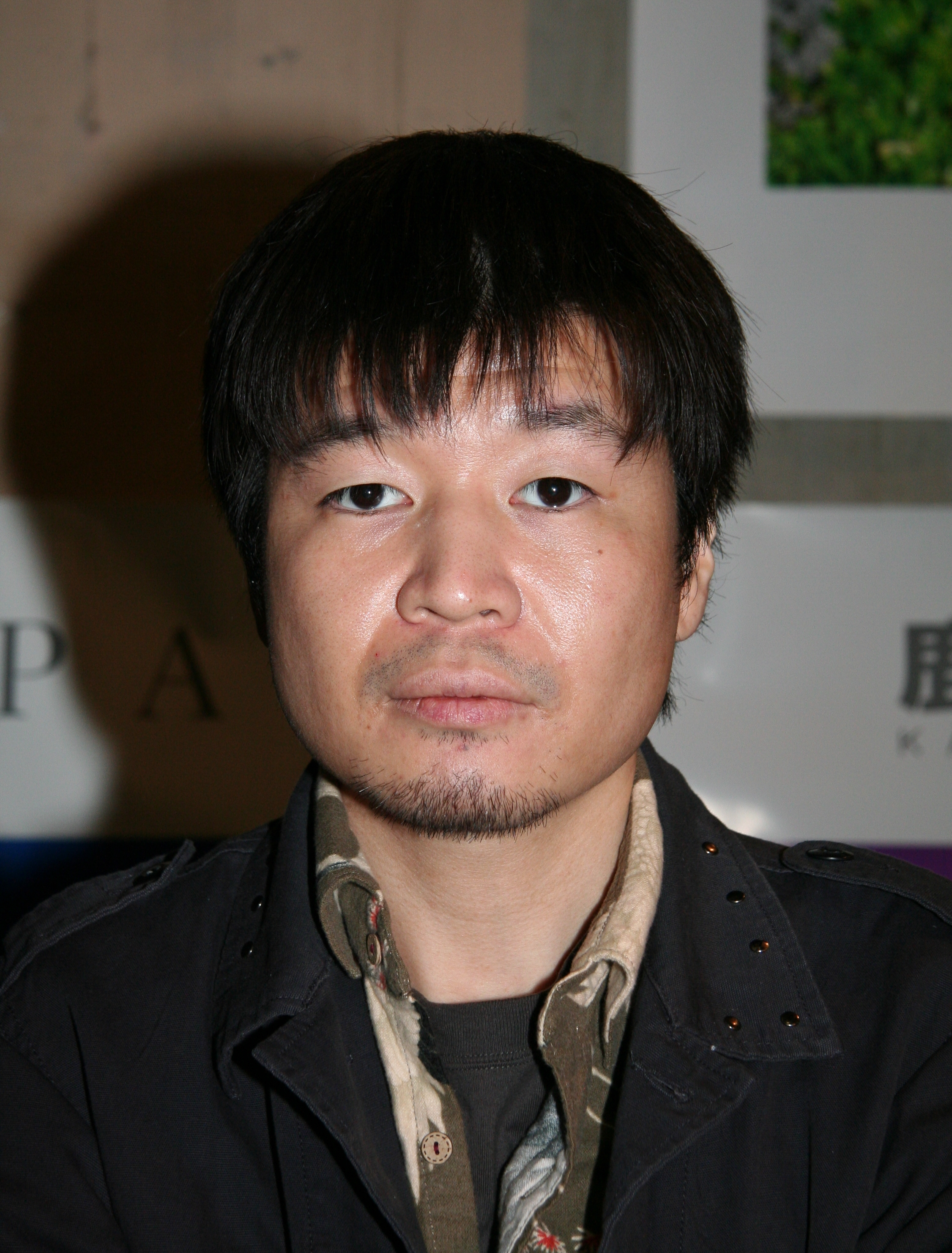
Yoshitoshi Abe, mayo de 2007.

Sus trabajos se diferencian por poseer un estilo propio, que entre otras cosas se destaca por no hacer uso de reglas y parámetros utilizados usualmente en la mayoría de los trabajos artísticos estilo anime. El primer trabajo que lo hizo ganador de cierta fama y respeto en el medio, fue el anime experimental Serial Experiments Lain. Abe es también el responsable del concepto y el diseño de los personajes de la serie NieA under 7. Es también el creador del doujinshi Haibane Renmei, el cual fue adaptado a una serie de anime de 13 capítulos. 
Yoshitoshi Abe es colega y amigo de Chiaki J. Konaka, junto a quien colaboró en las series Serial Experiments Lain y Texhnolyze. 
Abe utiliza normalmente la forma rōmaji de su nombre en vez de kanji, con la letra "B" en mayúscula dentro de "Abe".

## Trabajos

### Anime
- Serial Experiments Lain (diseño de personajes) (1998)
- NieA under 7 (diseño de personajes y escenario) (2000)
- Haibane Renmei (2002)
- Texhnolyze (diseño de personajes) (2003)
- NHK ni Yōkoso! (ilustraciones de la novela original) (2006)
- RErideD: Derrida, who leaps through time (diseño de personajes, guion capítulos 4, 8 y 10) (2018)
- Housing Complex C (diseño de personajes) (2022)
- Despera (diseño de personajes) (Sin publicar)

### Videojuegos
- Wachenroder (1998)
- Phenomeno (2012)

### Trabajos impresos
- Doujinshi
  - Furumachi (agosto de 1996)
  - Shooting Star (diciembre de 1996)
  - White Rain (julio de 1997)
  - Sui-Rin (agosto de 1998)
  - Charcoal Feather Federation (Haibane Renmei) (diciembre de 1998)
  - T.Prevue Versión 0.9 (agosto de 1999)
  - Faces (diciembre de 1999)
  - K.S.M.E (julio de 2000)
  - Sketches (diciembre de 2000)
  - NieA Under 7 - Under (agosto de 2001)
  - Haibane Renmei - The Haibanes of Old Home (Ch.1) (agosto de 2001)
  - Haibane Renmei - The Haibanes of Old Home (Ch.2) (diciembre de 2001)
  - Haibane Renmei - Haibane Lifestyle Diary (agosto de 2002)
  - Haibane Renmei - The Haibanes of Old Home (Extra) (diciembre de 2002)
  - Ryuu Tai (julio de 2003)
  - Not Found (diciembre de 2003)
  - Haibane Renmei - Kyakuhonshuu - Volume 1 (agosto de 2004)
  - Haibane Renmei - Kyakuhonshuu - Volume 2 (diciembre de 2004)
  - Haibane Renmei - Kyakuhonshuu - Volume 3 (diciembre de 2004)
  - Miscellaneous (diciembre de 2004)
  - GRID. (agosto de 2005)
  - Haibane Renmei - Kyakuhonshuu - Volume 4 (diciembre de 2005)
  - Haibane Renmei - Kyakuhonshuu - Volume 5 (diciembre de 2005)
  - Yakkyoku no Pochiyamasan (diciembre de 2005)

- Artbooks
  - Serial Experiments Lain - An Omnipresence in the Wired (mayo de 1999)
  - Essence (mayo de 2001)
  - NieA Under 7 - Scrap (julio de 2001)
  - Haibane Renmei - In the Town of Guri, in the Garden of Charcoal Feathers (diciembre de 2003)

- Manga
  - Afternoon (abril de 1994)
  - NieA Under 7 (Vol. 1) (junio de 2001)
  - NieA Under 7 (Vol. 2) (agosto de 2001)
  - Serial Experiments Lain - Lain The Nightmare of Fabrication

- Contribuciones
  - Mutekei Fire - Tarame Paradise Doujins
  - Mutekei Fire - Great Pictorial Guide of Uki-Uki in the World Doujins
  - Mutekei Fire - Tokimeki Shitsumon Bako Doujins
  - Range Murata - Flat
  - Range Murata - Rule - Fa Documenta 003
  - Range Murata - Robot - Volume 01
  - Range Murata - Robot - Volume 02
  - Range Murata - Robot - Volume 03
  - Range Murata - Robot - Volume 04
  - Range Murata - Robot - Volume 05
  - Foo Swee Chin - Muzz Doujins 1-2
  - Akai Kiba (Red Fang) - Volumes 1-4

- Ilustraciones de portadas
  - Kami no Keifu Novels 1-3
  - Negative Happy Chainsaw Edge Novel
  - Slip Manga Collection
  - All You Need is Kill